# Georg Eilert
Georg Eilert (* 22. September 1901 in Greifswald; † 19. Mai 1985 in Hamburg) war ein deutscher Schauspieler, Rundfunk- und Synchronsprecher.

## Leben
Nach dem Abitur studierte Eilert zunächst Medizin in Greifswald. Während seines Studiums wurde er Mitglied der Sängerverbindung Gotia Greifswald (im Sondershäuser Verband). Später begann er ein Studium der Rechtswissenschaften, das er 1925 mit der Arbeit Die wirtschaftliche Lage der vorpommerschen Theater und ihrer Angehörigen mit der Promotion abschloss. Bereits während seiner Studienzeit begann er sich für die Tätigkeit des Schauspielers zu interessieren und trat an verschiedenen Bühnen in Regensburg, Halle und Berlin auf.
Daneben wirkte er als Sprecher für Hörspiel und Synchronisation sowie als Erzähler für Dokumentationen, so z. B. 1937 für Deutsche Siege in drei Erdteilen über den Rennfahrer Bernd Rosemeyer. Nach Ende des Zweiten Weltkriegs zog Eilert nach Hamburg, wo er sein Berufsfeld weitestgehend auf den Rundfunk verlagerte. Eilert wirkte als Radio-Kommentator und sprach Reportagen für NDR, WDR und Radio Bremen. Als Hörspielsprecher konnte man ihn in unzähligen Produktionen, meistens in Haupt- und größeren Nebenrollen erleben. So sprach er in dem ersten Durbridge-Mehrteiler Paul Temple und die Affaire Gregory den Part von Sir Graham Forbes von Scotland Yard.
Dennoch trat er ab 1949 regelmäßig als Schauspieler in Film- und Fernsehproduktionen in Erscheinung. Er spielte neben Hans Albers in Das Herz von St. Pauli, in Claus Hubaleks Kriegsdrama Stalingrad, in Egon Monks Ost-West-Drama Preis der Freiheit und unter der Regie von Dieter Wedel in Gedenktag. Er verkörperte den Generaloberst Ludwig Beck in Peter Schulze-Rohrs Der 21. Juli. Darüber hinaus absolvierte er Gastauftritte in Fernsehserien und -reihen wie Die Unverbesserlichen, Hafenpolizei und Tatort. Einem breiten Publikum wurde er durch die Rolle des „Lordrichters Archibald Parkinson“ aus dem „Excentric-Club“ bekannt, die er zwischen 1969 und 1972 für die Serie Percy Stuart spielte. Eilerts letzter Fernsehauftritt erfolgte 1977 in einer Adaption von Dostojewskis Dämonen.
Georg Eilert wurde auf dem Hamburger Friedhof Öjendorf beigesetzt.

## Filmografie
- 1949: Das Fräulein und der Vagabund
- 1954: Geständnis unter vier Augen
- 1955: Ingrid – Die Geschichte eines Fotomodells
- 1957: Das Herz von St. Pauli
- 1962: Leben des Galilei
- 1963: Stalingrad
- 1964: Der Prozeß Carl von O.
- 1965: Der Fall Hau
- 1966: Preis der Freiheit
- 1966: Die Ermittlung
- 1966: Hafenpolizei – Der Steward
- 1967: Die Unverbesserlichen und ihr Optimismus
- 1968: Die Unverbesserlichen und ihre Sorgen
- 1969–1972: Percy Stuart
- 1970: Gedenktag
- 1972: Tatort – Strandgut
- 1972: Der 21. Juli
- 1977: Die Dämonen

## Hörspiele
- 1946: Das Triptychon von den Heiligen drei Königen (Sprecher) –  Regie: Günther Schnabel, mit Erwin Linder
- 1948: Stalingrad (1. Sprecher) – Regie: Ludwig Cremer, mit Erwin Linder
- 1949: Hans Egon Gerlach: Goethe erzählt sein Leben (2. Teil: Jugendzeit in Frankfurt) – Regie: Ludwig Cremer, mit Mathias Wieman
- 1949: Hans Egon Gerlach: Goethe erzählt sein Leben (9. Teil: Werther) – Titelrolle und Regie: Mathias Wieman, mit Will Quadflieg
- 1949: Sternschnuppen (Ansager) – Regie: Gustav Burmester, mit Edith Schneider
- 1949: Francis Durbridge: Paul Temple und die Affaire Gregory (Sir Graham Forbes) – Regie: Eduard Hermann, Fritz Schröder-Jahn, mit René Deltgen
- 1949: Der Krater (Delavaud) – Regie: Fritz Schröder-Jahn, mit Eduard Marks
- 1950: Thora und Galuth: Zerstörung Jerusalems – Regie: Heinrich Ockel, mit Eduard Marks
- 1951: Der Weg zum Weltraumschiff (Erzähler) – Regie: Fritz Schröder-Jahn, mit Heinz Piper
- 1954: Licht über der Küste – Regie: Carl Nagel, mit Heinz Klingenberg
- 1956: Akte 414: Wilhelm Voigt (2. Sprecher) – Regie: Kurt Reiss, mit Willy Maertens
- 1958: Anne Frank – Spur eines Kindes (Stimme) – Regie: Fritz Schröder-Jahn, mit Gustl Halenke
- 1959: Gestatten, mein Name ist Cox: Mord auf Gepäckschein 3311 (Inspektor Carter) – Regie: S. O. Wagner, mit Erwin Linder
- 1960: Der Turm der Winde (Taylor) – Regie: S. O.Wagner, mit Peter Lehmbrock
- 1960: Die Reise in die Zeit (Smith, Chefingenieur) – Regie: S. O.Wagner, mit Karl Fleischer
- 1961: Die Zeiten ändern sich (Neutraler) – Regie: Oswald Döpke, mit Ernst Friedrich Lichtenecker
- 1962: Die Schatzinsel (Dr. Livesey) – Regie: Otto Kurth, mit Andreas von der Meden
- 1963: Die traurige Geschichte von Friedrich dem Großen (Grumbkow) – Regie: Gerhart Lippert, mit Hermann Schomberg, Charlotte Kramm